# Hermann Schepler
Hermann Georg Martin Albert Schepler (* 9. Januar 1911 in Neu Karstädt; † 3. August 1993 in Ludwigslust) war ein deutscher Maler und Grafiker.

## Leben
Hermann Schepler wurde 1911 in Neu Karstädt bei Ludwigslust geboren als zweites Kind des Landwirtes Ferdinand Schepler und dessen Frau Caroline, geb. Möller. Nach Besuch von Dorfschule und Realgymnasium und dem Abitur folgte von 1931 bis 1933 eine Ausbildung als medizinisch-wissenschaftlicher Zeichner an der Dresdener Kunstschule. Von 1934 bis 1940 folgte ein Studium an der Akademie der bildenden Künste Dresden bei Wilhelm Rudolph und Richard Müller. In der Zeit des Nationalsozialismus war Schepler Mitglied der Reichskammer der bildenden Künste. Für diese Zeit ist seine Teilnahme an lediglich zwei großen Gruppenausstellungen sicher belegt.
Nach dem Zweiten Weltkrieg war Schepler als Bauer auf dem väterlichen Hof in Techentin bei Ludwigslust ansässig, zum Malen kam er nur in der Freizeit und im Winter. 1952 erfolgte die Aufnahme in den Verband Bildender Künstler der DDR, in dem er langjähriger Sektionsleiter und Vorsitzender der Bezirksorganisation Schwerin war. Ab 1958 war er nach Aufgabe der landwirtschaftlichen Arbeit als freischaffender Maler und Grafiker tätig. Studienreisen folgten, u. a. nach Polen und in die Sowjetunion. 1962 erhielt er den Fritz-Reuter-Kunstpreis des Rates des Bezirkes Schwerin. Zeitweilig arbeitete er in den 1960er Jahren an Auftragswerken in Rostock. Es entstanden Wandbilder und Dokumentationen zum Aufbau des Hafens und der Werften, er wohnte dann im Haus der Hochseefischer und hatte im Rostocker Fischkombinat ein Atelier sowie eine Druckwerkstatt. Ebenfalls in den 1960er Jahren zog er nach Grabow zu seiner Lebensgefährtin.
1971 erhielt er das Angebot, den Aufbau und die Entwicklung des Petrolchemischen Werkes in Schwedt zu dokumentieren. Mehrmals weilte er für einige Wochen in Schwedt und hielt die Industrie und auch die historische Altstadt in seinen Grafiken, Aquarellen und Miniaturen fest. Ende der 1980er Jahre zwangen Schepler schwere Krankheiten, das Malen in der Natur aufzugeben. Hermann Schepler verstarb 1993 an den Folgen einer Lungenentzündung im Ludwigsluster Krankenhaus.
Hermann Schepler galt als Maler der mecklenburgischen Landschaft. Seine Landschaftsbilder entstanden vorwiegend in seiner näheren Heimat, in der „Griesen Gegend“, der Elde-Niederung, Grabow, Ludwigslust oder Techentin, er zeigte die Welt des Dorfes und die ländlichen Arbeit.

„Seine Glaubwürdigkeit lag in seiner Bodenständigkeit. Thematische Vorbilder fand er in der Schweriner Galerie, besonders bei den Niederländern des 17. Jahrhunderts, aber auch die minutiös gemalten Landschaften Carl Malchins bewunderte er. Dennoch blieb er Maler seiner Zeit, mit leicht impressionistischen Rückbezügen, die an seinen Dresdner Professor Wilhelm Rudolph erinnern. Auch die Farbigkeit ist nicht immer zurückhaltend, verrät hier und da die Kenntnis des Expressionismus.“

## Werke (Auswahl)
- Herbstgewitter, 1938
- Reifes Korn, 1938
- Vorfrühling, 1938
- Darstellung der Dorfchronik auf dem Zehn-Meter-Relief für die Zentralschule Domsühl (bei Parchim)[4]
- Hochsommer, 1951 (Öl; 3. Deutsche Kunstausstellung Dresden, Albertinum, 1953)[5]
- Kuhanspannung, 1956/57 (Öl, 90 × 140 cm; Auftragswerk für die Schule in Domsühl)[6]
- Techentiner Karneval, 1958
- Roggendrusch, 1958 (Mischtechnik, 100 × 150 cm; auf der Vierten Deutschen Kunstausstellung)[7]
- Dörfliches Kinderfest; 1962 (Öl; 5. Deutsche Kunstausstellung 1962)[8]
- Erntefest, 1963[9]
- Kinder auf dem Eis, 1964
- 1. Mai Ludwigslust, 1966 (Mischtechnik; 74 × 105 cm; VI. Deutsche Kunstausstellung, Dresden)[10]
- Mecklenburgisches Dorf im Winter, 1966
- Vor dem Pferderennen, 1969
- Hochwasser, 1970 (Aquarell; VII. Kunstausstellung der DDR 1972)[11]
- Eldeschleuse bei Dömitz, 1970
- Partnerschaft, Wandbild für den Speisesaal der LPG Lanz, 1975[12]
- Mecklenburgischer Hof, 1981
- Lewitzlandschaft

## Ausstellungen (Auswahl)
- 1939: Schwerin, Mecklenburgisches Landesmuseum („Zeitgenössische Mecklenburgische Maler“; mit drei Werken: Herbstgewitter, Reifes Korn, Vorfrühling.)[13]
- 1944: Hamburg, Kunsthalle Hamburg („Ausstellung Danzig-westpreußischer, pommerscher und mecklenburgischer Künstler“)
- 1945: Beteiligung an der „Jahresschau 1945 der Kunstschaffenden aus Mecklenburg-Vorpommern“ im Landesmuseum Schwerin[14]
- 1953, 1958, 1962/1963, 1967/1968 und 1972/1973: Beteiligung an den Deutschen Kunstausstellungen bzw. Kunstausstellungen der DDR
- 1957: Schwerin, Staatliches Museum („Künstler schaffen für das Dorf“)
- 1972, 1974, 1979, 1985: Beteiligung an den Bezirks-Kunstausstellungen Schwerin
- 1971 und 1976: Ausstellungen im Staatlichen Museum Schwerin[4]
- 2011: Zum 100. Geburtstag des Malers und Grafikers, Ludwigslust